# Makobo
Makobo – wieś w Botswanie w dystrykcie Central. Według spisu ludności z 2011 roku wieś liczyła 1268 mieszkańców.